# اوگورلتس
اوگورلتس (به بلغاری: Ugorelets) یک منطقهٔ مسکونی در بلغارستان است که در سولیوو واقع شده‌است.